# Галицька крайова виставка

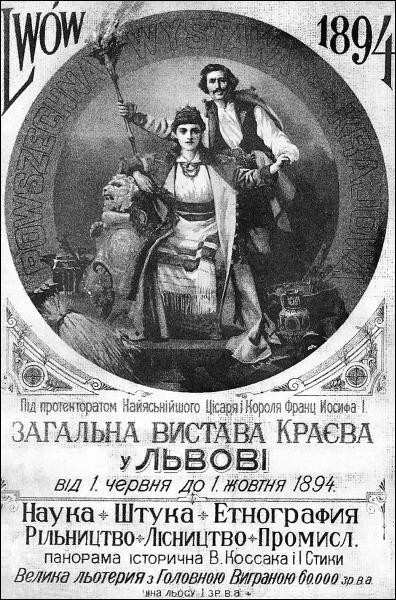
Афіша Крайової виставки українською мовою, на якій неправильно вказано час роботи

Зага́льна виста́ва Крає́ва у Льво́ві (сучасною українською мовою — Зага́льна крайова́ ви́ставка у Льво́ві; частіше — Га́лицька крайова́ ви́ставка або Крайо́ва ви́ставка; пол. Powszechna Wystawa Krajowa we Lwowie) — найбільший ярмарок в історії Королівства Галичини та Володимирії, що відбувався з 5 червня до 10 жовтня 1894 року на верхній терасі Стрийського парку у Львові з метою демонстрації культурних та цивілізаційних здобутків. Виставка була присвячена 100-річчю Повстання під проводом Тадеуша Костюшка, яке святкували у 1894 році. Вона стала однією з найбільших і наймасовіших подій в історії Львова, а також одним із головних містоутворюючих чинників кінця XIX століття.
Експозиція Виставки охоплювала всі галузі тодішнього господарства Галичини. У ній взяли участь як місцеві, так і закордонні учасники. Головним опікуном Виставки був сам імператор Франц Йосиф I. Організаційний комітет очолював князь Адам Станіслав Сапега.
За 139 днів роботи виставки, 100 з яких були дощовими, її відвідало 1 146 329 осіб. Інколи наплив людей був таким великим, що, окрім касирів, до продажу квитків залучали і дирекцію Виставки.

## Структура і об'єкти Виставки

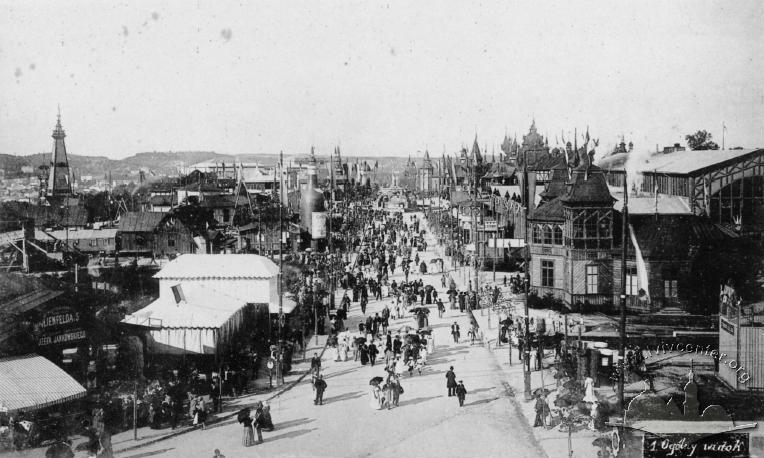
Головна алея Виставки

Загальна Крайова виставка відбувалася на верхній терасі Стрийського парку. Тоді це була південна околиця Львова. Спеціально до Виставки, за рік до її початку, територію сучасної тераси вирівняли, адже до цього вона була вкрита ярами. Для цього додатково було завезено близько 20 тисяч кубометрів ґрунту. В результаті утворилася тераса площею близько 50 гектарів.
У Виставці брали участь різноманітні товариства, державні установи, приватні підприємства. Всього ними було споруджено 129 павільйонів. Їхнім проєктуванням займалися найкращі архітектори Галичини, а будівництвом — найдосвідченіші інженери. Петроградська газета «Край» описувала їх так:
|  | Одні з цих павільйонів дуже гарні — як-от павільйон мистецтва, інші надто тендітні — наприклад, павільйон архітектури, якісь солідні — як дирекції скарбу, деякі банальні, а декотрі просто бридкі. |

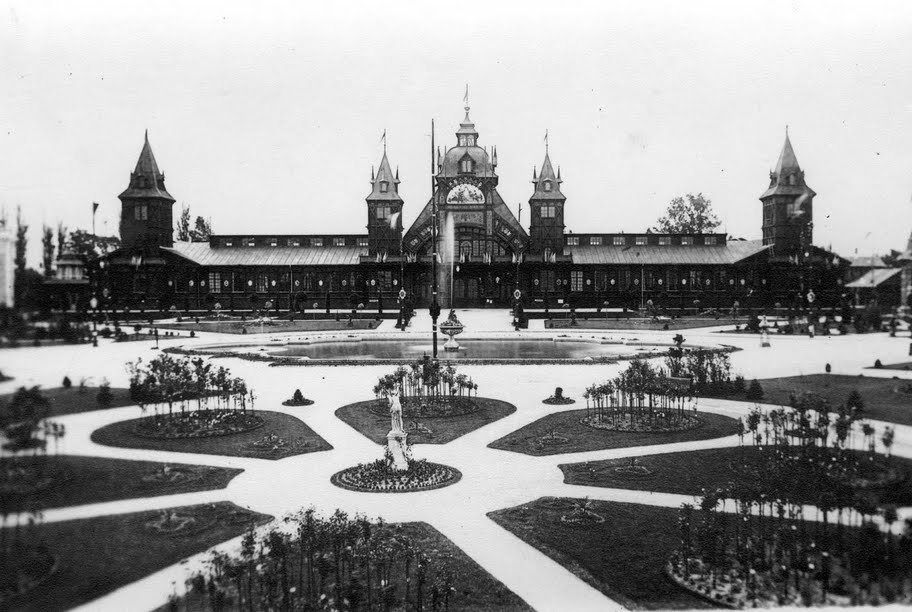
Промисловий павільйон

Головний вхід на Крайову виставку розміщувався від сучасної вулиці Уласа Самчука. Головна алея Виставки збігалася із сучасною Верхньою алеєю Стрийського парку. Ліворуч від головного входу знаходилася кругла будівля Рацлавицької панорами, споруджена у стилі неоренесансу за проєктом Л. Балдвіна-Рамулта. Панорама зображувала битву під Рацлавіцами 1794 року, а її відкриття було приурочене до 100-річчя Повстання під проводом Тадеуша Костюшка, яке саме святкували у 1894-ому. На панораму, розписану польськими художниками, витратили 750 кілограмів фарби. Вона розмістилася на полотні розміром 120×15 м, яке виготовили у Брюселі. Рацлавівська панорама експонувалася і по закінченні Крайової виставки, користуючись великою популярністю. У 1946 році, коли поляків переселяли зі Львова, вони забрали з собою і Рацлавівську панораму, яка сьогодні експонується у Вроцлаві.
Навпроти будівлі панорами стояв Палац мистецтв — єдина будівля Крайової виставки, яка без змін збереглася до нашого часу. Сьогодні в ній знаходиться спорткомплекс Національного університету «Львівська Політехніка». Палац мистецтв був збудований за проєктом Г. Пежанського та М. Лужецького, його оздобив відомий тоді дизайнер Ф. Сковрон. Фасад прикрашений алегоричними скульптурами Антона Попеля, аттик ризаліту увінчаний скульптурами Юліана Марковського. В Палаці мистецтв експонувалися три виставки: «Стародавні пам'ятки», «Ретроперспектива польського мистецтва» і «Сучасне мистецтво».

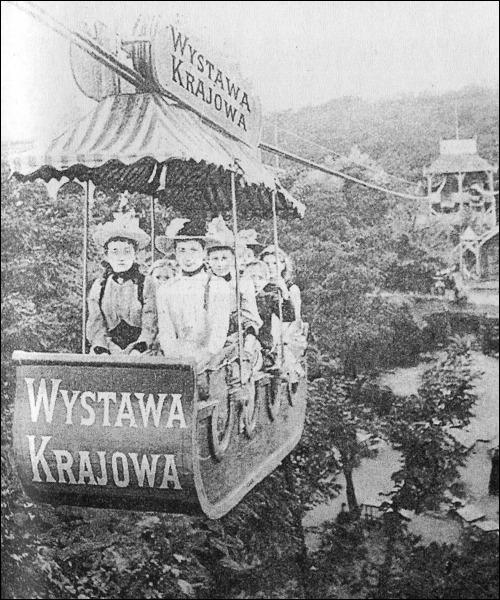
Підвісна канатна дорога

Далі, по обидва боки Головної алеї, тягнулися виставкові павільйони. Приблизно посередині Головної алеї знаходився електричний фонтан — його струмені, що сягали 50 метрів, підсвічувалися різнокольоровою рухомою ілюмінацією. Конструктор фонтана — Ф. Кржижик, чаша фонтана оформлена за проєктом Р. Гебеля.
Неподалік цього фонтана знаходилася Нафтова дільниця. Вона була однією з найпопулярніших і найбільших, адже нафтова промисловість у той час була однією з основних у Галичині. Дільниця була популярною ще й завдяки тому, що тут була споруджена справжня бурова нафтова вежа, обладнана всіма механізмами для так званого «канадського» способу буріння. Відвідувачів також приваблювала шахта, що зображала копальню озокериту, влаштовану за зразком тих, що експлуатувалися в ті роки у Бориславі. Від шахти до Етнографічного відділу, що розміщувався в нижній частині парку, вела похила штольня. Альтернативою їй була підвісна канатна дорога довжиною 170 метрів, яка була одним з найпопулярніших атракціонів Загальної Крайової виставки.
Етнографічний відділ складався з двох комплексів споруд. Першим був макет дворянської садиби. Він був зведений Я. Ґруґлажевським та З. Крукієвичем за проєктом Альфреда Захаревича. Всередині експонувалися предмети побутової етнографії. Другий мав вигляд традиційної гуцульської трикупольної церкви, збудованої за проєктом Юліана Захаревича. Всередині глядачі мали змогу оглянути зразки українського культового мистецтва.
Далі розташовувався архітектурний павільйон, спроєктований Ф. Сковроном та Ю. Кроліковським, збудований під керівництвом Я. Баллабана і В. Підгорецького. Павільйон розташовувався на невеликому пагорбі над басейном, і ззовні нагадував давньогрецький храм — у його оформлені було використано доричний та іонічний ордери. Павільйон займав площу 236 квадратних метрів. Імітацію каміння з цементу та вапна підтримував дерев'яний каркас. Зовнішні стіни були розписані картинами в давньогрецькому стилі, вхід прикрашений сфінксами роботи Тадеуша Блотницького, будівлю увінчувала скульптура богині Вікіторії з грифонами авторства Антона Попеля. У павільйоні виставлялися експонати, пов'язані з архітектурою та будівництвом — в основному, малюнки і моделі архітекторів зі Львова та Кракова — найбільших міст Королівства Галіції і Лодомерії.

Імператорський павільйон

Велика увага на Крайовій виставці була приділена техніці. Так, до уваги відвідувачів пропонувалися Промисловий і Машинний павільйони. Перший, збудований у стилі необароко за проєктом Ф. Сковрона, займав площу 5985 квадратних метрів, висота його купола становила 32 метри — він був одним з найбільших на Виставці. На центральному вітражі, виготовленому в Інсбруку, були зображені польські королі. Павільйон також був оформлений алегоричними картинами, на яких була зображена історія розвитку промисловості, та гуцульською керамікою. Тут виставлялися експонати широкого спектра: від виробів з дерева, штучних квітів, кераміки, порцеляни, текстилю та одягу до гігантських моделей предметів і демонстрації виробництва паперу. Машинний павільйон займав площу 3348 квадратних метрів. Його величезні ажурні деталі було виконано на заводі в Цєшині, а зовнішні стіни були обшиті деревом, різьбленим за проєктом Зиґмунта Ґорґолевського.
До приїзду цісаря Франца Йозефа на Виставці було споруджено імператорський павільйон. Автор проєкту — Т. Рубковський, столярні роботи виконані А. Бобрічем та Б. Щурковським, металеві прикраси — компанією Яна Дашка, скульптури — роботи Вуйціка. Було також споруджено Український павільйон (збудований у вигляді хутора за проєктом Юліана Захаревича), Павільйон садівництва (складався з трьох квіткових оранжерей і акваріума), Павільйон казначейства (був схожий на невелику фабрику — мав вежу, годинник і сегментовані вікна), Павільйон Потоцького (був схожий на замок) і Львівський павільйон (мав вигляд німецької ренесансної вілли). Найоригінальніший павільйон Виставки був споруджений фірмою-виробником алкогольних напоїв «L.Proux & G. Kondratowicz» (Франція) — він був точною, збільшеною в 144 рази, копією пляшки коньяку. Висота павільйону становила 15,1 м, а діаметр — 3,54 м. Серед інших цікавинок вирізнялися також акваріум з чотирма ставками та підземна печера у вигляді соляної шахти.
До Виставки у Стрийському парку було зведено концертний зал та водонапірну вежу, яка зовні нагадує оборонну. Її висота — 39 метрів, вона збудована з цегли та каміння Я. Баллабаном і В. Підгорецьким за проєктом Юліана Захаревича. До Виставки у Львові було також відкрито електричний трамвай, який, попри функції з перевезення відвідувачів дійства, був також однією з його принад.

## Визначні заходи
В рамках Загальної Крайової виставки за п'ять місяців її роботи було проведено безліч заходів. Зокрема, мали місце численні конгреси — кількаденні конференції, що збирали місцевих і світових спеціалістів у якійсь із галузей господарства. В рамках Виставки проводилася також одна із наймасштабніших у Львові лотерей. Розіграші призів тривали протягом всього періоду роботи Виставки. Головним призом стала кам'яниця у Львові. У лотереї взяли участь тисячі людей.

Церемонія відкриття. На задньому плані — Палац мистецтв

### Відкриття
Урочисте відкриття Загальної Крайової виставки відбулося 5 червня 1894 року. Воно розпочалося месою в Латинській катедрі, на якій були присутні всі причетні до організації Виставки особи і гості. По закінченню служби учасники меси процесією пройшли до Стрийського парку, де на площі перед Промисловим павільйоном відбулася церемонія відкриття виставки. Голова Комітету з організації Виставки А. С. Сапега виголосив промову польською, а член Крайового відділу Дам'ян Савчак — українською. Потім усіх присутніх привітав ерцгерцог Карл Людвіг. Об'єднаний хор співочих товариств під керівництвом композитора Владислава Желенського виконали кантату польською та українською мовами, після чого почався огляд Виставки.
На відкритті були присутні ерцгерцоги Леопольд Сальватор та Карл Людвіг (представник імператора Франца Йосифа, як головного опікуна виставки), міністри граф Фалькенгейн, Яворський та Мадейський, головнокомандувач князь Людвіг Віндішгратц та генералітет, крайовий маршалок князь Євстахій Сангушко, всі члени Крайового відділу, президія комітету Виставки на чолі з князем А. С. Сапігою, всі члени Крайового сейму, представники духовенства (всі три архиєпископи: римо-католицький — Северин Моравський, греко-католицький — Сильвестр Сембратович та вірмено-католицький — Ізаак Міколай Іссакович). Були присутні представники земства, міщанства, вищих навчальних закладів, установ, усіх верств та професій.

### Перший в Україні футбольний матч
У рамках Крайової виставки відбулася міжміська футбольна гра між командами, що представляли Львів (спортивно-гімнастичне товариство «Сокіл») і Краків. Це був перший в історії України документально зафіксований футбольний матч.
Матч розпочався 14 липня 1894 року о 17:00. Львів'яни грали у білих футболках та сірих гімнастичних штанцях, а гості — у білих футболках та синіх штанцях. Поєдинок судив професор Виробек з Кракова. На стадіоні місткістю 10 000 глядачів зібралося близько 3 000 людей. Гра тривала 7 хвилин — до першого забитого гола. Цього гола забив другокурсник учительської гімназії Володимир Хомицький, який грав на лівому боці поля. Тактики й стратегії у діях футболістів майже не було — головним завданням було проштовхнути м'яч повз воротаря у ворота. Стійками воріт служили два прапорці, ввіткнуті у землю.

### Візит Франца-Йосипа І до Львова

Тріумфальна арка до приїзду імператора, що була споруджена на перехресті вулиць Городоцької і Чернівецької

Для відвідин Загальної Крайової виставки, головним опікуном якої він був, цісар Австро-Угорщини Франц Йосип І відвідав Львів. Візит тривав з 11 по 15 вересня 1894 року. Голова держави прибув до Львова залізницею. На головному вокзалі його очікував натовп на чолі з маршалом Галичини графом Людвіком Водзицьким. На сучасному перехресті вулиць Городоцької та Чернівецької Залізниця Карла Людвіга спорудила тріумфальну арку за проєктом архітектора Карела Боубліка. Посередині її увінчувала цісарська корона та погруддя цісаря, з боків — герби міста та краю. Поблизу арки стояла трибуна, де імператора зустрів бургомістр. Він вручив Францові Йосипу позолочений ключ від міста і виголосив промову.
Увечері того дня відбулося вогняне дійство. Тоді запалало електричне сонце на готелі «Європейський», ліхтар на Соборі святого Юра, бочки зі смолою на Високому Замку. Львів'яни прикрасили будинки килимами, гербами, портретами та ініціалами монарха, свічками та транспарантами з гаслами лояльності. Українці тоді повивішували на багатьох кам'яницях синьо-жовті прапори. На сцені навпроти намісництва співав хор в 420 осіб у супроводі військового оркестру. О 19:30 під звуки тріумфального маршу Тимольського з трьох боків до намісництва наблизився факельний марш, учасниками якого було шість тисяч осіб. Юрба у цей час вигукувала: «Слава! Най жиє! Віват!». Близько дев'ятої Франц Йосиф I прогулявся містом.
Крім Крайової виставки, у рамках свого візиту імператор відвідав Латинську катедру, Вірменську церкву, Собор святого Юра, ортодоксальну та реформістську синагоги, будівлю Галицького Сейму (сьогодні — головний корпус ЛНУ імені Франка), заклади освіти, музеї, бібліотеку Оссолінських, міський театр та бал у Ратуші. Під час зустрічі з українцями у Народному Домі Франц Йосип сказав присутнім українською мовою «Дякую», що викликало фурор.
Після Львова цісар відвідав Коломию та Чернівці.

## Українські представники на Крайовій виставці
У Загальній Крайовій виставці брали участь українські товариства: «Боян», «Зоря», «Дністер», «Народна Рада», «Народна торгівля», Наукове товариство імені Шевченка, «Просвіта», «Руська бесіда», Руське педагогічне товариство. Останнє для своїх експозицій навіть збудувало окремий павільйон. Український організаційний комітет очолював Володимир Шухевич.
Українська громадськість також відіграла вирішальну роль у створенні Етнографічного відділу виставки. Зокрема, його куратором був той же Володимир Шухевич, а більшість серед експонатів цього відділу складали саме вироби українських майстрів та підприємців.

## Споруди виставки

### Павільйони
Палац мистецтв
Ескізний проєкт створив Франциск Сковрон, детальний проєкт розробили Міхал Лужецький та Григорій Пежанський. Будівництво провадили Станіслав Холоневський і Владислав Ґодовський. Осушенням займався інженер Косінський. Поліхромію виконав Юліан Крупський. Скульптурне оздоблення Антонія Попеля, Юліана Марковського і Тадеуша Блотницького. Павільйон збережений.
Павільйон архітектури
Збудований у стилі неокласицизму. Архітектор Франциск Сковрон. Детальний проєкт і будівництво виконали Якуб Баллабан і Володимир Підгородецький. Всередині був вкритий поліхромією.
Павільйон Яна Матейка
Збудований у формі паралелепіпеда, отримав назву «мавзолей Матейка». Являв собою металевий каркас, вкритий гіпсовими плитами. Верхню частину фасаду прикрашено фризом за мотивами рисунків Матейка «Ubiory polskie w wiekach średnich»
Павільйон Львова
Проєкт Юліуша Гохбергера, детальний проєкт Карела Боубліка. Близький до стилю Людвіка Філіпа і Третього цісарства, а також швейцарського стилю.
Павільйон преси
Проєкт авторства Діонісія Кшичковського обрано шляхом конкурсу. Дерев'яну будівлю спорудили Володимир Підгородецький і Яків Баллабан.
Рацлавицька панорама
Павільйон являв собою металеву конструкцію обшиту гіпсовими плитами, декорованими у стилі неоренесансу. Проєкт Людвіка Рамулта, реалізував будівничий К. Смоленський.

### Інше
- Брама зі сторони вулиці Паркової (не збереглась). Архітектор Альфред Захаревич.[9]
- Електричний світловий фонтан. Проєкт Францішека Кшижика, будівництвом керував Роберт Гебель. Скульптурне оздоблення Леонарда Марконі[10]
- Фонтан із зображенням потвори і ангела. Автор, ймовірно, Леонард Марконі. Розібраний 1906[11]

## Значення і спадок виставки
Загальна Крайова виставка стала однією з найбільших і наймасовіших подій в історії Львова. Вона також мала значний позитивний вплив на міське життя: завдяки Виставці Львів став знаним у світі містом, про нього писала не тільки австро-угорська, а й закордонна преса; вона сприяла збільшенню кількості інвестицій у Галичину загалом і Львів зокрема; вона підштовхнула галицьких підприємців впроваджувати новітні на той час технології. Місто збагатилось системою електричного трамвая, було відремонтовано об'єкти інфраструктури та фасади будинків. У спадок після Виставки Крайової залишилася першокласна виставкова площа, яку пізніше неодноразово використовували за призначенням. 1902 року тут проведено ювілейну виставку Політехнічного товариства, 1916 — військову виставку австрійської армії, у 1921—1939 роках тут проходила щорічна виставка-ярмарок «Східні торги», а у 1956 році відбулась виставка, присвячена 700-літтю Львова. На базі залізниці, спорудженої для доставки на Виставку експонатів, згодом було відкрито Львівську дитячу залізницю. Після Виставки Крайової район Софіївка, що прилягає до Стрийського парку, став елітним, а нерухомість у ньому стала найдорожчою у Львові.
Місцева газета «Kurjer Lwowski» так охарактеризувала позитивні наслідки Виставки:
|  | Песимісти забралися зі Львова, втекли перед електричною колією, перед електричним світлом, перед тим усім, що виставка породила. |

Підсумовуючи свій візит до Львова та висловлюючи враження від дійства, імператор Франц Йосип сказав:
|  | Мене охопила цілковита радість за ті всебічні досягнення, що їх здобув мій край у галузях творчості, розвитку шкільництва і мистецтва. Спільна праця обох народів дає мені велику надію на те, що економічний добробут людей зріс і надалі зростатиме. |

Зі споруд Виставки до сьогодні зберігся Палац мистецтв (в ньому розташовується спорткомплекс Національного університету «Львівська Політехніка»), водонапірна вежа (донедавна у ній діяв ресторан «Вежа») та колишній павільйон Рацлавівської панорами, реконструйований 1954 року для потреб Політехніки (архітектори А. Рудницький, О. Сластельников). Територія, на якій розташовувалася Виставка, сьогодні інтегрована у Стрийський парк — тепер її називають Верхньою терасою Стрийського парку. У 2004 році, з нагоди 110-річчя першого футбольного матчу, на його честь було відкрито пам'ятник (розташований на місці проведення матчу).
У Львівському історичному музеї зберігаються пам'ятні і нагородні медалі різних типів, присвячені виставці. Всього 51 шт. Серед них є медаль віденського майстра Йозефа Таутенгайма, спільні роботи Олександра Шиндлера і Антонія Попеля, а також, ймовірно, карбована у Франції медаль Ципріана Годебського і Генрі Нока.

Пам'ятник першому в Україні футбольному матчу
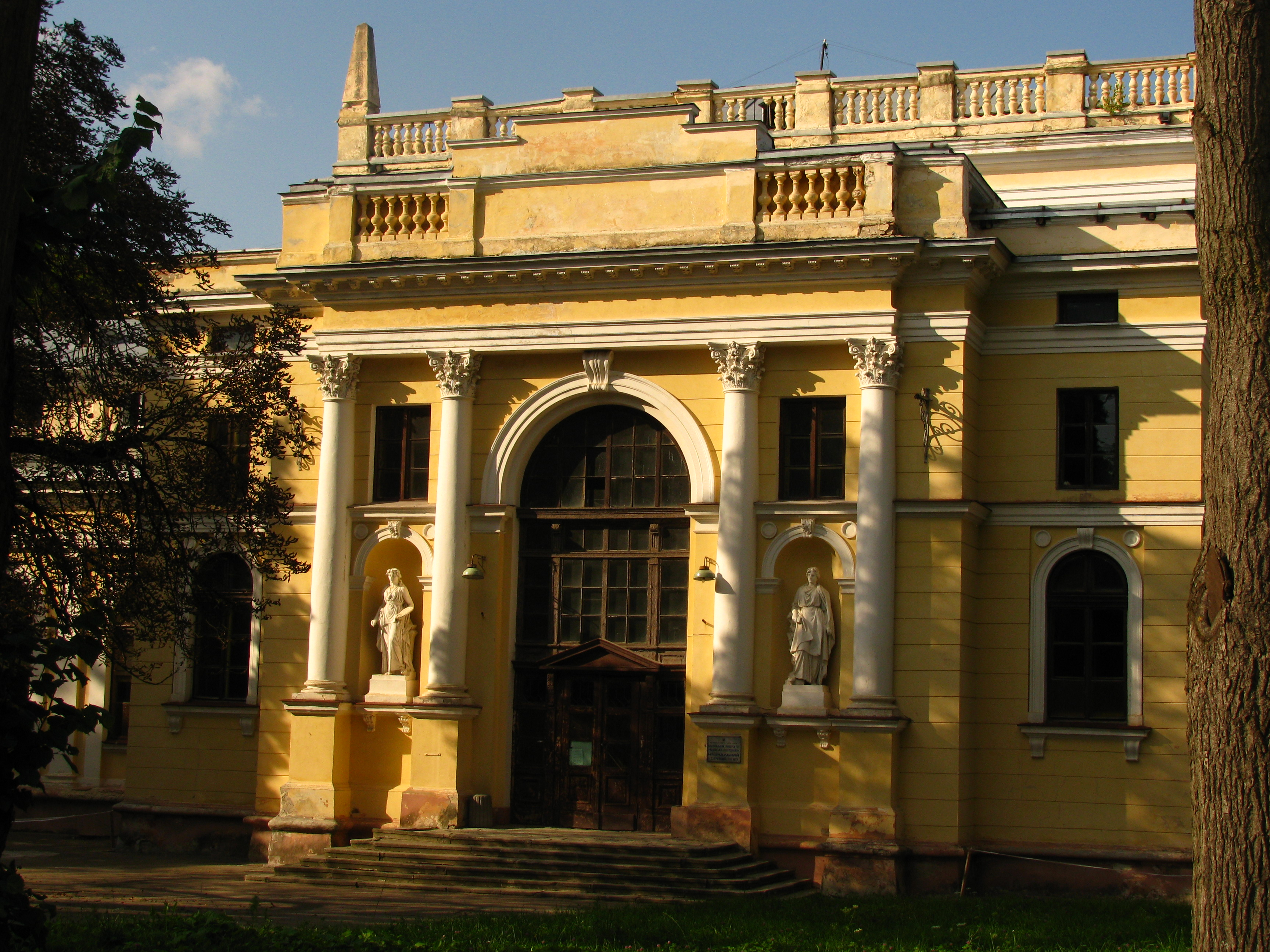
Сучасний вигляд Палацу мистецтв
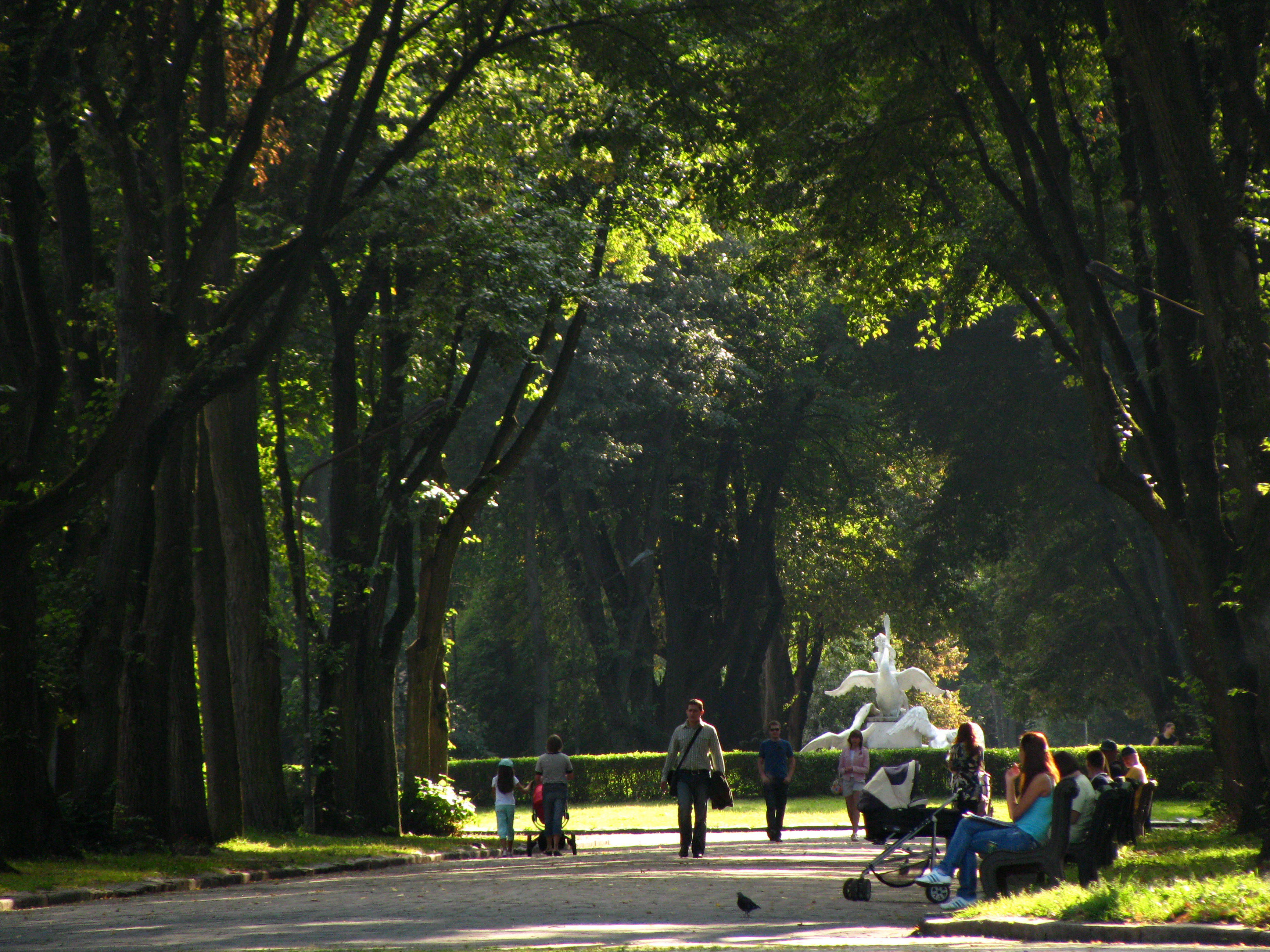
Верхня тераса Стрийського парку
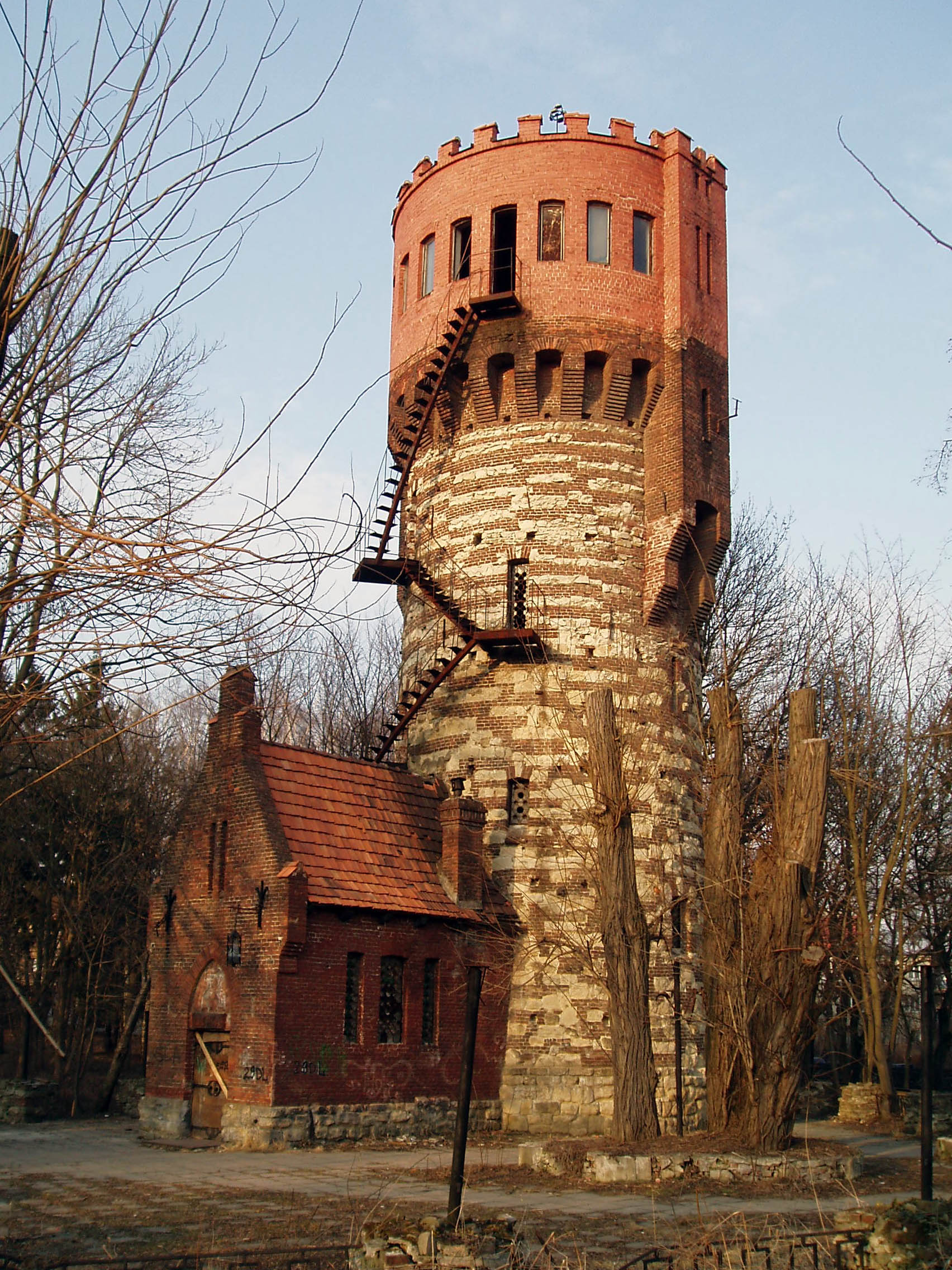
Водонапірна вежа
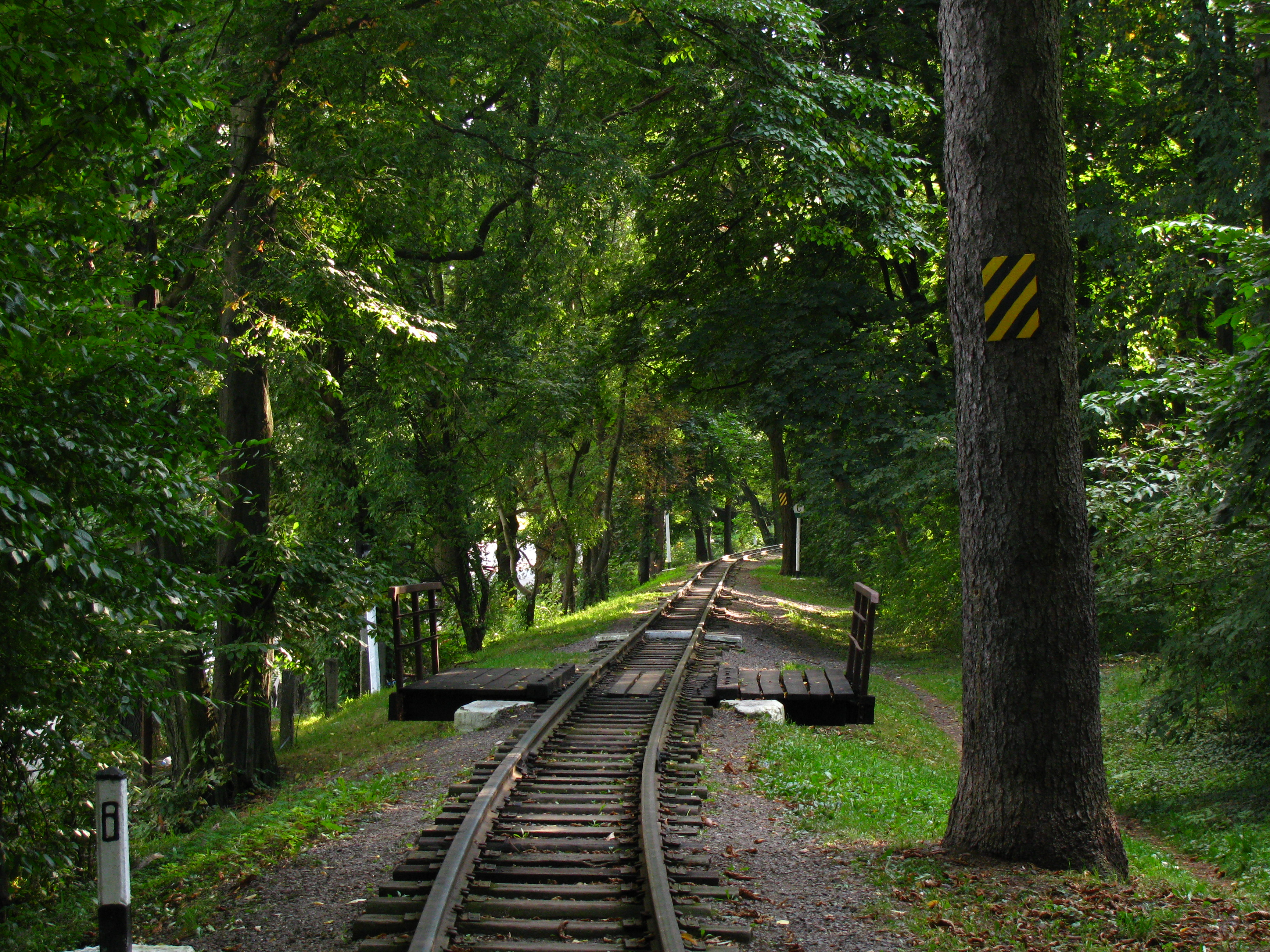
Львівська дитяча залізниця